# Nasva
Nasva – miasteczko w Estonii, w prowincji Saare, w gminie Lääne-Saare. Pod koniec 2004 roku wieś zamieszkiwały 363 osoby. Na północ od miejscowości znajduje się jeziora Mullutu laht i Suurlaht